# Prix du Calvados (galop)
Groupe 2
Le prix du Calvados est une course hippique de galop catégorisée groupe 2, se déroulant annuellement sur l'hippodrome de Deauville-La Touques dans le cadre du meeting de Deauville. L'épreuve est réservée aux pouliches de deux ans, se dispute en ligne droite sur la distance de 1400 mètres,,

## Histoire
Crée en 1970, le prix du Calvados devient une course de groupe 3 en 1977, puis un groupe 2 en 2018. C'est la première course de groupe du calendrier hippique français pour les pouliches de 2 ans. Il s'agit d'une course préparatoire au prix Marcel-Boussac.

## Palmarès
| Année | Vainqueur          | Pays        | Père              | Jockey               | Entraîneur             | Propriétaire                           | Temps   |
| ----- | ------------------ | ----------- | ----------------- | -------------------- | ---------------------- | -------------------------------------- | ------- |
| 2024  | Simmering          | Royaume-Uni | Too Darn Hot      | Dylan B. McDonagle   | Ollie Sangster         | Al Shaqab Racing                       | 1'25"84 |
| 2023  | Les Pavots         | France      | No Nay Never      | Mickaël Barzalona    | Francis-Henri Graffard | Craig Bernick & Haras d'Etreham        | 1'27"07 |
| 2022  | Wed                | France      | Profitable        | Cristian Demuro      | Maurizio Guarnieri     | M. Al Shahi                            | 1'23"94 |
| 2021  | Accakaba           | France      | Acclamation       | Maxime Guyon         | Christophe Ferland     | Écurie Wertheimer & Frère              | 1'24"73 |
| 2020  | Fev Rover          | Royaume-Uni | Gutaifan          | Christophe Soumillon | Richard Fahey          | Nick Bradley Racing 43 & Partner       | 1'27"53 |
| 2019  | Tropbeau           | France      | Showcasing        | Mickaël Barzalona    | André Fabre            | Lady Bamford                           | 1'24"10 |
| 2018  | Beyond Reason      | Royaume-Uni | Australia         | William Buick        | Charlie Appleby        | Écurie Godolphin                       | 1'26"57 |
| 2017  | Polydream          | France      | Oasis Dream       | Maxime Guyon         | Freddy Head            | Écurie Wertheimer & Frère              | 1'23"21 |
| 2016  | Cavale Doree       | France      | Sunday Break      | Julien Augé          | Christophe Ferland     | Ecurie Mill Reef Sas                   | 1'25"31 |
| 2015  | Great Page         | Royaume-Uni | Roderic O'Connor  | Christophe Soumillon | Richard Hannon Jr.     | Middleham Park Racing LXXVIII          | 1'23"17 |
| 2014  | Queen Bee          | France      | Le Havre          | Grégory Benoist      | Élie Lellouche         | G. Augustin-Normand & Écurie La Boetie | 1'29"21 |
| 2013  | Sandiva            | Royaume-Uni | Footstepinthesand | Lanfranco Dettori    | Richard Fahey          | Joaan Bin Hamad Al Thani               | 1'22"27 |
| 2012  | Purr Along         | Royaume-Uni | Mount Nelson      | Umberto Rispoli      | William Muir           | Muir Racing partnership                | 1'24"90 |
| 2011  | Elusive Kate       | Royaume-Uni | Elusive Quality   | Olivier Peslier      | John Gosden            | Magnolia Racing & Hood                 | 1'25"60 |
| 2010  | Mambia             | France      | Aldebaran         | Davy Bonilla         | Joel Boisnard          | Raymond Luce                           | 1'24"00 |
| 2009  | Joanna             | Italie      | High Chaparral    | Dario Vargiu         | Bruno Grizzetti        | Allevamento dei Sette                  | 1'22"10 |
| 2008  | Elusive Wave       | France      | Elusive City      | Christophe Lemaire   | Jean-Claude Rouget     | Marc de Chambure                       | 1'26"20 |
| 2007  | Proviso            | France      | Dansili           | Stéphane Pasquier    | André Fabre            | Écurie Khalid Abdullah                 | 1'21"10 |
| 2006  | Charlotte O'Fraise | France      | Beat Hollow       | Christophe Lemaire   | Rodolphe Collet        | Paul Vidal                             | 1'30"50 |
| 2005  | Confidential Lady  | Royaume-Uni | Singspiel         | Jean-Bernard Eyquem  | Sir Mark Prescott      | Cheveley Park Stud                     | 1'28"30 |
| 2004  | Cours de la Reine  | Royaume-Uni | Fasliyev          | Christophe Soumillon | Peter Chapple-Hyam     | Classic St Gatien P'ship               | 1'32"30 |
| 2003  | Green Swallow      | France      | Green Tune        | Thierry Gillet       | Philippe Demercastel   | John Amerman                           | 1'27"10 |
| 2002  | Six Perfections    | France      | Celtic Swing      | Thierry Thulliez     | Pascal Bary            | Écurie Niarchos                        | 1'24"30 |
| 2001  | Ya Hajar           | Royaume-Uni | Lycius            | Steve Drowne         | Mick Channon           | Jaber Abdullah                         | 1'23"70 |
| 2000  | Ascension          | Royaume-Uni | Night Shift       | Cash Asmussen        | Mick Channon           | Norman Cheng                           | 1'25"30 |
| 1999  | Lady Vettori       | France      | Vettori           | Thierry Gillet       | François Rohaut        | Andrew Crichton                        |         |
| 1998  | Kareymah           | Royaume-Uni | Zafonic           | Frankie Dettori      | David Loder            | Ahmed Al Maktoum                       | 1'26"70 |
| 1997  | Woodland Melody    | Royaume-Uni | Woodman           | Olivier Peslier      | Peter Chapple-Hyam     | Robert Sangster                        | 1'27"30 |
| 1996  | Shigeru Summit     | France      | Be My Chief       | Mathieu Boutin       | Cédric Boutin          | Ryoki Tanaka                           | 1’25"90 |
| 1995  | Blushing Gleam     | France      | Caerleon          | Olivier Doleuze      | Criquette Head         | Jacques Wertheimer                     | 1’28"30 |
| 1994  | Fairy Path         | France      | Irish River       | Freddy Head          | David Smaga            | Lord Weinstock                         | 1’28"10 |
| 1993  | Far Mist           | France      | River Mist        | Gérald Mossé         | Francesco Flachi       | Jean-Pierre Lore                       | 1’25"30 |
| 1992  | Cox Orange         | France      | Trempolino        | Steve Cauthen        | André Fabre            | Sheikh Mohammed                        | 1’30"00 |
| 1991  | Verveine           | France      | Lear Fan          | Dominique Bœuf       | Élie Lellouche         | Daniel Wildenstein                     | 1’25"30 |
| 1990  | Green Pola         | France      | Nijinsky          | William Mongil       | Georges Mikhalidès     | Alan Clore                             | 1’27"60 |
| 1989  | Arousal            | Royaume-Uni | Rousillon         | Willie Carson        | Dick Hern              | Sir Michael Sobell                     | 1’30"40 |
| 1988  | Oczy Czarnie       | France      | Lomond            | Tony Cruz            | Jean-Marie Béguigné    | Édouard de Rothschild                  | 1’24"90 |
| 1987  | Savannah's Honor   | France      | Storm Bird        | Freddy Head          | François Boutin        | Allen Paulson                          | 1’30"40 |
| 1986  | Whakilyric         | France      | Miswaki           | Eric Saint-Martin    | François Boutin        | Écurie Niárchos                        | 1’29"20 |
| 1985  | Rayonnante         | France      | Tilt Up           | Yves Saint-Martin    | Robert Collet          | Mrs Daniel Bertrand                    | 1’30"70 |
| 1984  | Helen Street       | Royaume-Uni | Troy              | Willie Carson        | Dick Hern              | Sir Michael Sobell                     | 1’22"90 |
| 1983  | Almeira            | Royaume-Uni | Gay Mecene        | Dominique Vincent    | J. C. Cunnington       | Countess Batthyany                     | 1’24"00 |
| 1982  | Maximova           | France      | Green Dancer      | Freddy Head          | Criquette Head         | Haras d'Etreham                        |         |
| 1981  | Exclusive Order    | Royaume-Uni | Exclusive Native  | Dominique Vincent    | John Cunnington Jr.    | Paul de Moussac                        |         |
| 1980  | Bernica            | France      | Caro              | Philippe Paquet      | François Boutin        | Jean Ternynck                          | 1’24"70 |
| 1979  | Zolinana           | France      | Sallust           | Fabrice Pegurri      | Jean Laumain           | Hubert Seutet                          | 1’28"60 |
| 1978  | Waterway           | France      | Riverman          | Alfred Gibert        | Aage Paus              | Michael Sobell                         | 1’25"70 |
| 1977  | Lady Jane Grey     | France      | Zeddaan           | Yves Saint-Martin    | M. Clément             | C. Thiériot                            | 1'26"80 |
| 1976  | Virgin             | Royaume-Uni | Zeddaan           | J. C. Desaint        | Jacques Cunnington     | Guy Weisweiller                        |         |
| 1975  | Theia              | France      | Caro              | Yves Saint-Martin    | Raymond Touflan        | Baronne de Lopez-Taragoya              |         |

## Vainqueurs notables
- Helen Street (1984) : Première victoire de groupe d'Helen Street qui remportera un groupe I en Irlande à trois ans.
- Six Perfections (2002) : La championne Six Perfections remporte à deux ans le Prix du Calvados puis le Prix Marcel Boussac qui lui permettent de s'affirmer comme la meilleure pouliche de deux ans d'Europe. À trois ans, elle remporte à Deauville le Prix Jacques le Marois.
- Proviso (2007) : Proviso remporte quatre groupes I outre-atlantique dans sa carrière.
- Elusive Kate (2011) : Elusive Kate remporte une première victoire de groupe à Deauville, ticket d'entrée vers une victoire dans le Prix Marcel Boussac. Sur la piste de Deauville qu'elle affectionne, elle remportera à deux reprises le Prix Rotschild.